# Шиленков, Николай Николаевич
Николай Николаевич Шиленков (13 ноября 1922, пос. Троицкий, ныне городской округ Троицк в составе Троицкого административного округа Москвы — 16 ноября 1983, Наро-Фоминск) — сержант Советской Армии, участник Великой Отечественной войны, Герой Советского Союза (1943 год). Наводчик орудия 896-го стрелкового полка, 211-я стрелковая дивизия, 70-я армия, Центральный фронт.

## Биография
Родился в посёлке Троицкий (ныне в составе Москвы), в семье крестьянина. Русский. Окончил 4 класса. Сначала трудился на сколачивании тарных ящиков, а затем освоил профессию токаря и занимался токарным делом в одной из артелей города Наро-Фоминска. Член КПСС с 1943 года.
1 сентября 1941 года призван Наро-Фоминским райвоенкоматом в Красную Армию, через 10 дней на фронтах Великой Отечественной войны. Участвовал:
- в 1941 году: в боях в окружении в районе райцентров Ямполь, Севск, в обороне городов Курск, Ливны, Елец;
- в 1942 году — в обороне северо-западнее города Ливны;
- в 1943 году — в Воронежско-Касторненской операции, в том числе в освобождении станций Долгое, Золотухино, города Фатежа, в боях на Орловско-Курской дуге, в Орловской и Черниговско-Припятской операциях. 19 июля 1943 года отличился в бою у села Троена (Кромский район Орловской области), уничтожив головной танк колонны из 16 танков неприятеля, а затем ещё 3 танка, до 70 солдат неприятеля. 23 августа 1943 года сержант Шиленков был тяжело ранен и эвакуирован в госпиталь в город Рязань. Указом Президиума Верховного Совета СССР от 16 октября 1943 года Шиленкову Николаю Николаевичу присвоено звание Героя Советского Союза с вручением ордена Ленина и медали «Золотая Звезда». В декабре 1943 года сержант Шиленков был направлен в 110-ю стрелковую дивизию 50-й армии Белорусского фронта, где был назначен командиром отделения разведки 3-й батареи 2-го дивизиона 971-го артиллерийского полка;
- в 1944 году — в Рогачёвско-Жлобинской и Белорусской операциях, в том числе в ликвидации Минского «котла», боях за города Гродно, Остроленка с выходом к реке Нарев. 5 июля 1944 года в районе восточнее деревни Котяги с группой разведчиков принял бой, в котором Шиленков лично уничтожил 21 солдата неприятеля, взяв в плен 12 солдат и 1 офицера, за что был награждён орденом Славы 3-й степени;
- в 1945 — в Восточно-Прусской операции, в том числе в освобождении городов Ликк (Элк), Вормдитт (Орнета), в штурме Кёнигсберга (Калининград), в боях на Земландском полуострове и побережье залива Фришес-Хафф Балтийского моря.

С 1945 года после демобилизации жил и работал слесарем на шёлковом комбинате в Наро-Фоминске. Только в 1947 году узнал, что за подвиг, совершённый под Орлом, был удостоен звания Героя Советского Союза. В конце того же года в Кремле ему были вручены орден Ленина и медаль «Золотая Звезда». Умер и похоронен в Наро-Фоминске, на старом кладбище.